# Лубышева, Людмила Ивановна
Людмила Ивановна Лубышева (род. 15 января 1951, Омск) — российский учёный, доктор педагогических наук, профессор. Главный редактор журнала «Теория и практика физической культуры».

## Биография
В 1972 году окончила Омский государственный институт физической культуры, по специальности «Физическая культура и спорт».
Защита диссертаций:
- 1984 — «Эффективность массовой физкультурно-оздоровительной работы в вузах с преимущественно женским контингентом», кандидат педагогических наук;
- 1992 — «Теоретико-методологические и организационные основы формирования физической культуры студентов», доктор педагогических наук.

С 1993 года работает в редакции журнала «Теория и практика физической культуры» вначале заместителем главного редактора, а с 1997 года в качестве главного редактора.
Профессор кафедры философии и социологии РГУФКСМиТ. Преподает Социологию физической культуры и спорта.

## Научная деятельность
Основные научные интересы Л. И. Лубышевой относятся к социологии физической культуры и спорта, социокультурному измерению спорта.
В 1996 году Л. И. Лубышева была инициатором и создателем научно-методического журнала «Физическая культура: воспитание, образование, тренировка», благодаря которому в настоящее время интенсивно развивается российская спортивная наука в области физического воспитания и спорта.
Ею было создано перспективное направление исследования путей повышения эффективности физического воспитания учащейся молодежи посредством реализации дифференцированного индивидуального подхода к его организации на личностно ориентированной основе, получившего широкое призвание как в нашей стране, так и за рубежом и ставшего теоретико-методологической основой обновления форм и методов освоения ценностей физической и спортивной культуры школьниками и студенческой молодежью. В результате этой деятельности создан механизм привлечения детей и молодежи к регулярным занятиям физической культурой и спортом. Организованные Л. И. Лубышевой педагогические эксперименты в Сургуте, Нижневартовске, Тюмени, Перми, поселке Октябрьский ХМАО доказали, что спортивная культура является феноменом, позволяющий каждому школьнику организовать спортивный стиль жизни, стать созидателем собственного здоровья.
Л. И. Лубышевой принадлежит научно обоснованная идея модернизации отечественного физического воспитания на основе преобразования учебного предмета «Физическая культура» в предмет «Спортивная культура» в старших классах общеобразовательных школ и в вузовском физическом воспитании. В этом аспекте в 2006 году ею разработана концепция спортивного образования, которая изложена в диссертационных исследованиях её учеников, а также в 2011 г. издана монография «Спортивная культура в старших классах общеобразовательной школы». В результате этой деятельности в практику образовательных учреждений России внедрено спортизированное физическое воспитание, которое привело к созданию многочисленных спортивных клубов в Пермском крае, городе Сургуте. В г. Чайковском все общеобразовательные школы, являясь экспериментальной площадкой, создали спортивные клубы, что позволило привлечь к занятиям спортом 80 % школьников этого города.

### Публикации
Опубликовано более 300 работ, среди них: «Социология ФКиС», «Инновационные технологии в профессиональной подготовке спортивного педагога», «Спортивная культура в школе», «Спортизация в общеобразовательной школе».

### Звания и награды
В 2013 году удостоена звания «Заслуженный работник физической культуры Российской Федерации».
Награждена медалью «80 лет Госкомспорту», почетным знаком «Отличник физической культуры», почётным знаком «За заслуги в развитии физической культуры и спорта» (2000), почётным знаком «За заслуги в развитии Олимпийского движения в России» (2000).
Победитель всероссийского конкурса «Профессорские чтения», победитель всероссийского конкурса «Журналист года» в области научной спортивной периодики.